# Maria II. (England)

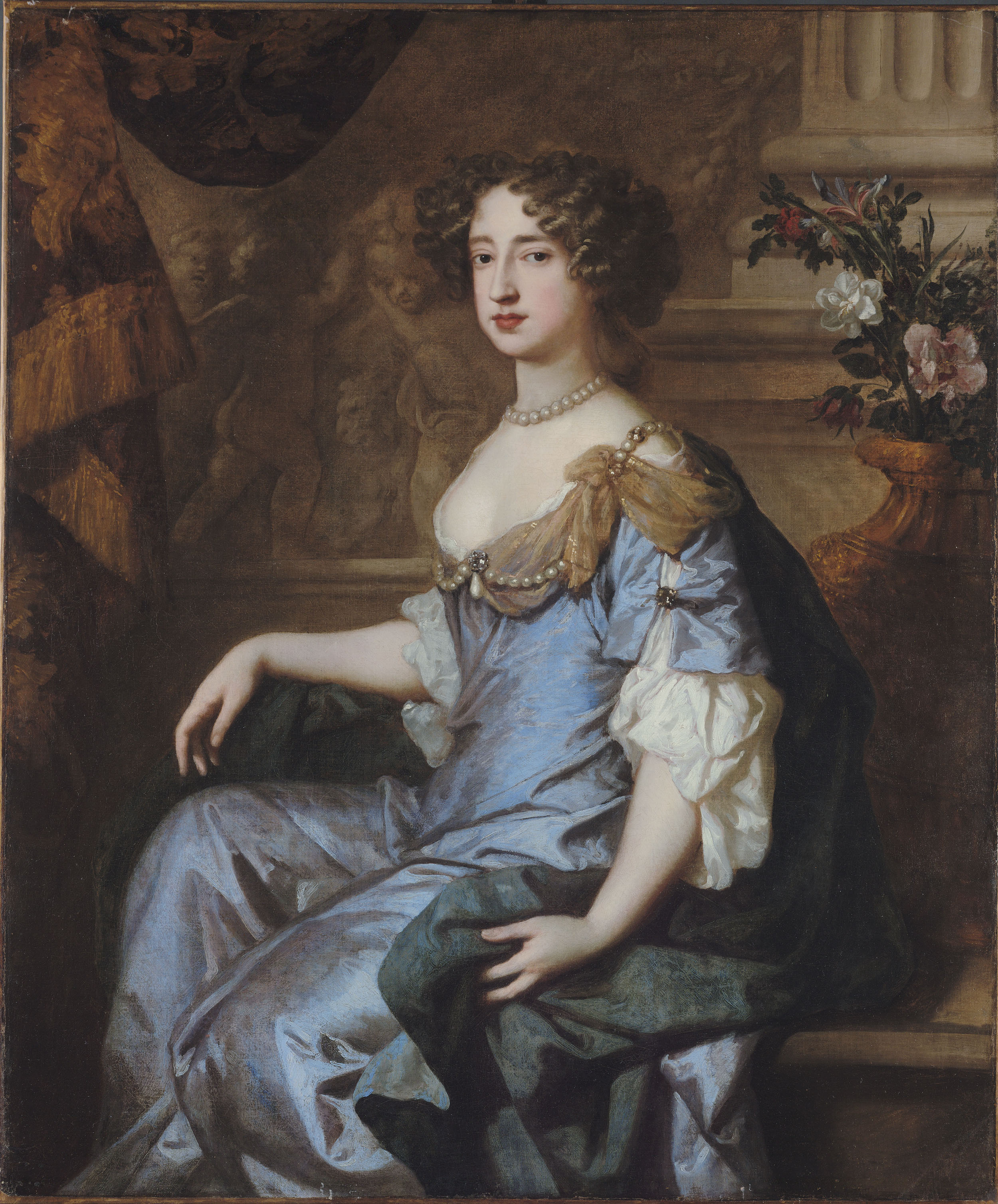
Maria II. (Stuart), Gemälde von Sir Peter Lely.
Marias Unterschrift:

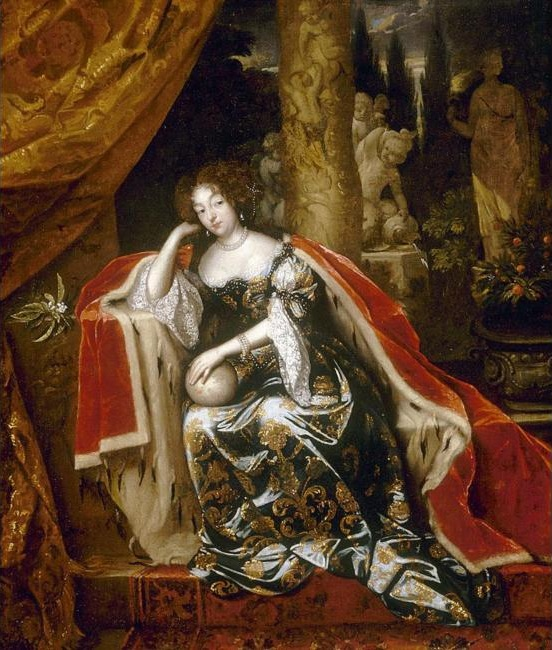
Porträt Königin Marias II. von England des Künstlers Caspar Netscher, 1676

Maria II., englisch Mary II (* 30. April 1662 im St James’s Palace in London; † 28. Dezember 1694 im Kensington Palace in Kensington), war von 1689 bis zu ihrem Tod Königin von England, von Schottland und von Irland. Sie war die älteste Tochter des späteren Jakob II. von England, wurde protestantisch erzogen und 1677 mit ihrem Cousin Wilhelm III. von Oranien, dem Statthalter der Vereinigten Niederlande, verheiratet. Beim Sturz ihres Vaters wegen dessen pro-katholischer Politik stand sie an der Seite ihres Gatten und bestieg mit diesem gemeinsam 1689 im Zuge der Glorious Revolution den englischen Thron. Während der häufigen und langen Abwesenheiten ihres Gemahls auf auswärtigen Feldzügen führte sie die Regierungsgeschäfte allein, starb aber im Alter von nur 32 Jahren an den Pocken.

## Herkunft und Jugend
Maria war die älteste Tochter des Herzogs von York und späteren englischen Königs Jakob II. (1633–1701) und dessen erster Gemahlin Lady Anne Hyde (1637–1671). Ihre Geburt „erfreute niemanden“, wie sich Samuel Pepys in seinen Tagebuch-Aufzeichnungen ausdrückte, da ihre Geburt nicht den erhofften Stammhalter brachte. Zwei Jahre zuvor (1660) hatten ihre Eltern geheiratet, aber Anne Hydes ältester Sohn, Charles, war noch im Säuglingsalter ein Jahr vor Marias Geburt gestorben. Obwohl Anne Hyde insgesamt acht Kinder gebar, sollten nur Maria und ihre jüngere Schwester Anna das Erwachsenenalter erreichen. Ihren Namen erhielt Maria, die das Lieblingskind ihres Vaters war, nach ihrer Tante väterlicherseits, Prinzessin Maria von Oranien, sowie ihrer Ururgroßmutter, der schottischen Königin Maria Stuart. Sie verbrachte ihre Kindheit teilweise in einem Haus in Twickenham, das ihre Eltern von Anne Hydes Vater Edward Hyde, 1. Earl of Clarendon zur Hochzeit geschenkt bekommen hatten. 1665–1667 lebte Maria in York, weil in Südengland die Pest wütete.
Da der englische König Karl II. keine legitimen Nachkommen hatte, wurden die Kinder von dessen jüngerem Bruder, Marias Vater Jakob, immer bedeutsamer für die Thronfolge. Allerdings zeigten der Herzog von York und seine Gemahlin Anne Hyde wachsende Neigungen für die katholische Religion, was den König beunruhigte. Nach dem frühen Tod Anne Hydes (März 1671) musste Jakob einer protestantischen Erziehung seiner Töchter zustimmen. Nun wohnte Maria mit ihrer Schwester Anna im Richmond Palace unter Aufsicht der Gouvernante Lady Frances Villiers und sah ihren Vater nur gelegentlich. Als dieser sie im Herbst 1673 besuchte, berichtete er ihr, dass er eine neue Ehe mit der erst 15-jährigen Maria Beatrice von Modena eingegangen war. Maria fand ihre junge Stiefmutter lustig, schön und gebildet.
Für Marias religiöse Ausbildung im protestantischen Sinne sorgten der Bischof von Winchester, George Morley, sowie der Bischof von London, Henry Compton, mit dem Maria stets freundschaftlich verbunden blieb, wie sie auch ihr Leben lang am Protestantismus festhalten sollte. Zu ihren Kaplänen gehörte Edward Lake, der spätere Erzdiakon von Exeter. Außerdem erhielt Maria u. a. Tanz-, Gesang- und Zeichenunterricht. In letzterem Fach erteilte ihr der zwergwüchsige Richard Gibson Unterweisung, der sie später, nach ihrer Heirat mit Wilhelm III. von Oranien, auch in die Niederlande begleitete. Pierre de Laine war ihr Lehrer in der französischen Sprache, die sie schließlich recht gut beherrschte. Kenntnisse in Latein und Griechisch erwarb sie hingegen nicht, und ihre Fähigkeiten in Mathematik und Rechtschreibung waren sehr mangelhaft, so dass ihr häufig orthographische Schnitzer unterliefen.
Zu Marias Spielkameradinnen zählten die Töchter ihrer Gouvernante Frances Villiers sowie Anne Trelawney, Sarah Jennings und Frances Apsley. Mit Letzterer führte Maria eine Korrespondenz erhaltener leidenschaftlicher, pubertärer Liebesbriefe. In ihnen legte sie sich ein Pseudonym, Mary Clovin, zu und schlüpfte in die Rolle einer Frau, die an ihren Ehemann schrieb. Ihre als dieser fiktive Gatte angesprochene Jugendfreundin Frances Apsley, die einige Jahre älter als sie war, nannte sich in dem Briefwechsel Aurelia. Außerdem spielte Maria in ihrer Freizeit gern Karten und beschäftigte sich mit Handarbeiten. Insgesamt verbrachte die junge Prinzessin, die als groß, schlank und dunkle Locken tragend beschrieben wurde, ihre Jugend auf Wunsch ihres Onkels König Karl II. abgeschirmt von der Öffentlichkeit in ziemlicher Zurückgezogenheit.

## Heirat mit Wilhelm III. von Oranien

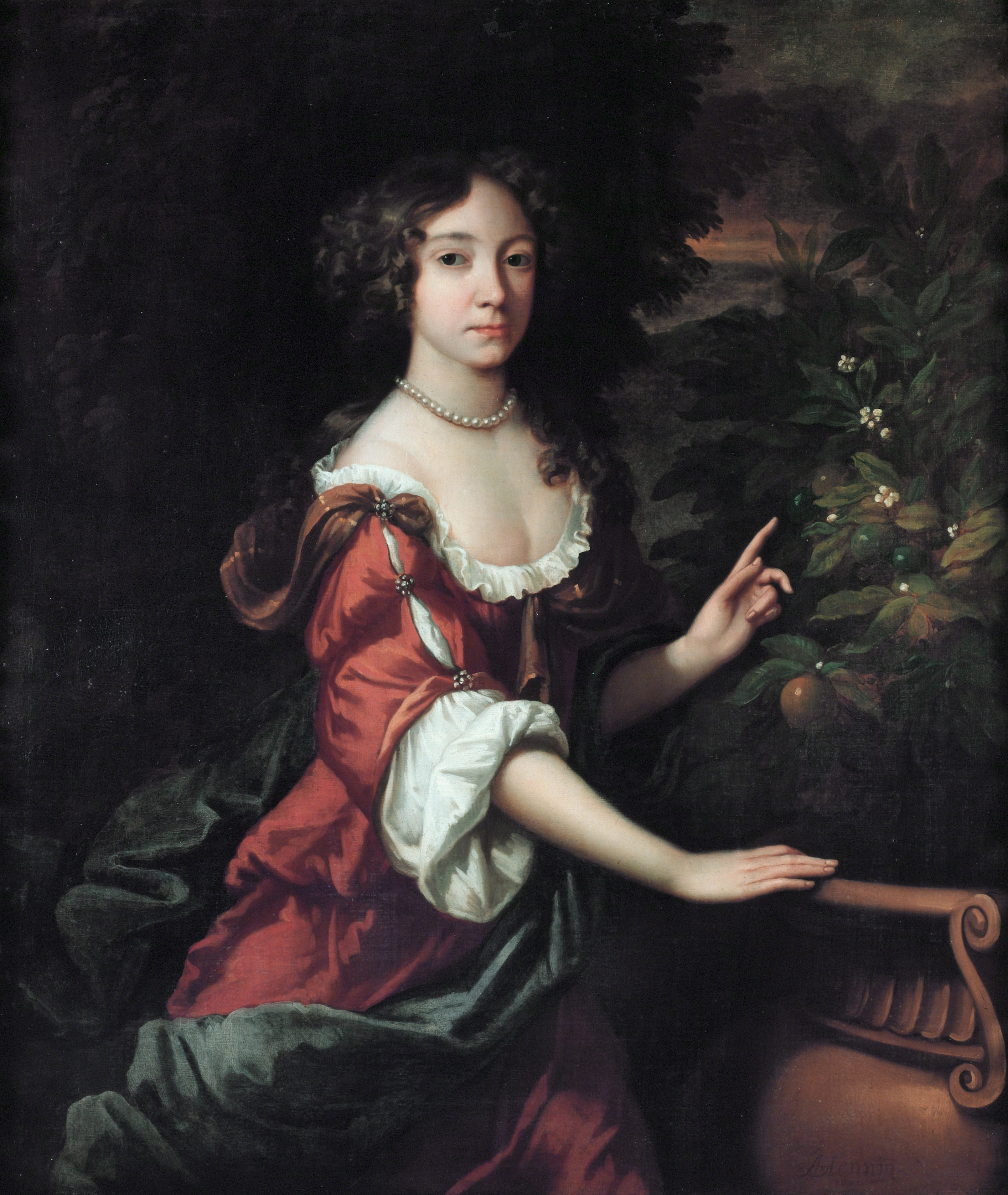
Prinzessin Maria, 1677, Porträt von Adriaen de Hennin

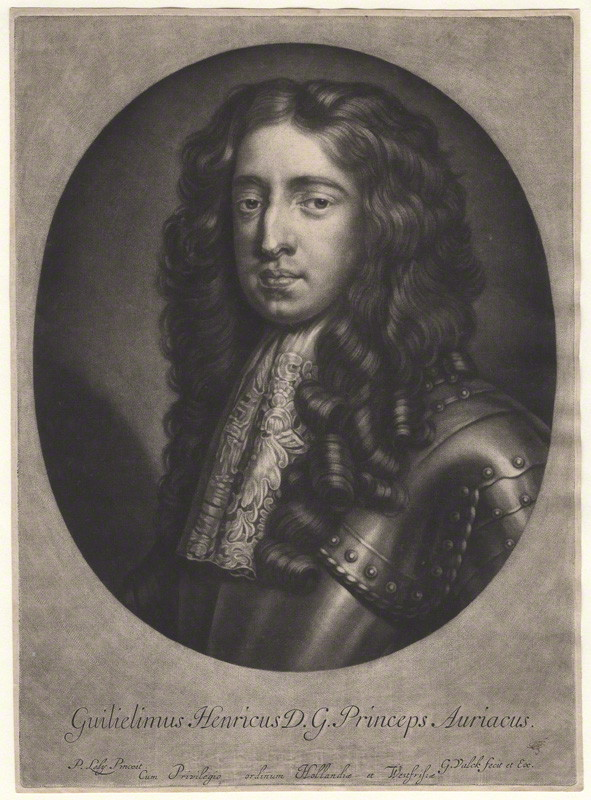
Wilhelm III. von Oranien

Seit 1671 war Maria nach ihrem Vater die Zweite in der Thronfolge, so dass die Frage ihrer Verheiratung eine bedeutende Rolle in der europäischen Politik spielte. Bereits im Winter 1670/71 reiste der streng protestantisch gesinnte Wilhelm (III.) von Oranien nach England und warb um sie als künftige Braut. Eine solche Eheverbindung lehnte aber Marias Vater ab. 1672 wurde Wilhelm militärischer Oberbefehlshaber der Vereinigten Niederlande und erblicher Statthalter von deren meisten Provinzen. Er verfolgte eine antifranzösische Politik, während der englische König in der nächsten Zeit gute Beziehungen zu Ludwig XIV. suchte. Dieser stellte dem Herzog von York eine Vermählung Marias mit dem Dauphin Louis de Bourbon, dauphin de Viennois in Aussicht. 1674 wurde das Heiratsprojekt zwischen dem niederländischen Statthalter und der englischen Herzogstochter dennoch wieder ins Auge gefasst. Insbesondere der einflussreiche Earl of Danby befürwortete diese Verbindung, aber eine zu diesbezüglichen Gesprächen in die Niederlande gereiste englische Delegation wurde von Wilhelm kühl empfangen.
Erst im Herbst 1677 reiste Wilhelm zur Führung der Heiratsverhandlungen persönlich an den englischen Hof. Unter dem Druck Karls II. gab Marias Vater schließlich seinen Widerstand gegen das Eheprojekt auf. Der König wollte mit dieser Heiratsverbindung seine Gegner im Parlament, die eine Rekatholisierung Englands befürchteten, beruhigen, indem die Tochter des Thronfolgers mit dem derzeit prominentesten Führer der protestantischen Konfession vermählt wurde.
Wilhelm hielt am 18. Oktober 1677 beim Herzog von York um die Hand von dessen ältester Tochter an, und drei Tage später gab Jakob sein Einverständnis. Am Nachmittag desselben Tages (21. Oktober) wurde der 15-jährigen Maria eröffnet, dass sie ihren fast 12 Jahre älteren Cousin heiraten sollte, woraufhin sie zwei Tage lang weinte. Die gutaussehende Herzogstochter sah sich einem an Asthma leidenden Bräutigam gegenüber, der als wenig attraktiv galt, eine Hakennase hatte und 10 cm kleiner als sie war. Während er von vielen für gefühlskalt, schroff und menschenscheu gehalten wurde, war Maria sehr herzlich, zuvorkommend und hilfsbereit. An Wilhelms 27. Geburtstag (4. Novemberjul. / 14. November 1677greg.) fand dennoch seine vom Bischof Henry Compton feierlich vollzogene Trauung mit Maria im St James’s Palace statt. Wie damals Brauch war, begleiteten der englische König und andere Personen die Jungvermählten noch zu Bett. Erst am Tag nach der Hochzeit überreichte Wilhelm seiner Gemahlin die zu spät eingetroffenen Staatsjuwelen. Außerdem wurden ihr eine jährliche Rente von 10.000 Pfund und zusätzlich ein jährliches Nadelgeld von 2.000 Pfund zugesprochen. Aus Ärger über die Heirat stellte Ludwig XIV. indessen seine finanzielle Unterstützung Karls II. ein.

## Leben in den Niederlanden
Die Abreise Wilhelms III. von Oranien und seiner Gattin nach Holland fand nicht sogleich statt, da Maria ihre Heimat nur widerwillig verließ und die Pockenerkrankung ihrer Schwester Anna abwarten wollte. Bei einem am 15. Novemberjul. / 25. November 1677greg. zu Ehren des 39. Geburtstags Katharinas von Braganza, der Ehefrau König Karls II., veranstalteten Ball zeigte der niederländische Statthalter wenig Interesse für seine Gemahlin, die er nur aus politischen Gründen geheiratet hatte. Als das Ehepaar vier Tage danach von London aufbrach und Katharina von Braganza die weinende Maria mit dem Hinweis aufzumuntern suchte, dass sie einst bei ihrer Hochzeit mit Karl II. auch ihr Geburtsland hatte verlassen müssen, entgegnete Maria patriotisch, dass die Königin schließlich nach England gekommen sei, während sie von hier abzureisen habe. Zu den Hofdamen, die Maria nun nach Holland begleiteten, gehörten zwei Töchter ihrer Gouvernante Frances Villiers, Anne und Elizabeth (Letztere sollte bereits 1680 die langjährige Mätresse Wilhelms von Oranien werden), ferner Marias Jugendfreundin Anne Trelawney sowie Jane Wroth, die 1681 William Nassau de Zuylestein, 1. Earl of Rochford heiratete. Wegen widrigen Wetters machten Wilhelm, Maria und ihr Gefolge einen Umweg über Canterbury, wo sie sich vier Tage aufhielten, ehe sie am 28. November 1677 von Margate absegelten und nach einer stürmischen Seereise an die niederländische Küste gelangten. Da die Flüsse zugefroren waren, konnten sie nicht in Rotterdam anlegen, sondern mussten beim kleinen, 11 Kilometer westlich von Den Haag gelegenen Dorf Ter Heijde landen und bei frostigem Wetter zunächst zu Fuß marschieren. Schließlich wurden sie von Kutschen abgeholt und fuhren zum Palast Huis Honselaarsdijk. Am 14. Dezember 1677 hielt Maria an der Seite ihres Gatten ihren umjubelten Einzug in Den Haag.
In den nächsten Jahren führte Maria, die nun Prinzessin von Oranien war, eine recht ereignisarme, zurückgezogene und einsame Existenz in den Niederlanden. Sie lebte sich rasch in ihre neue Heimat ein und entwickelte eine große Zuneigung zu deren Bevölkerung, wofür sie im Gegenzug die Herzen der Niederländer gewann. Gewöhnlich residierte sie im Palast Huis ten Bosch nahe Den Haag und hielt sich nur zu Staatsanlässen in der Hauptstadt auf. Gemeinsam mit ihrem Gemahl ließ sie das neue, in den 1680er Jahren fertiggestellte Schloss Het Loo unweit Apeldoorn errichten. Mit der Zeit wurde sie sehr fromm und erweiterte auch ihre Bildung. Der spätere Bischof von Bath und Wells, George Hooper, der als ihr Kaplan mit ihr in die Niederlande gereist war und 18 Monate in ihren Diensten stand, hinterließ einen genauen Bericht über ihren Lebenswandel und bescheinigte ihr ein moralisch einwandfreies Verhalten. Wilhelm von Oranien wollte seiner Gemahlin allerdings seine presbyterianische Glaubensauffassung näherbringen, während Hooper zum Ärger des niederländischen Statthalters darauf drängte, dass Maria nur gemäß der Liturgie der Church of England gehaltene Gottesdienste besuchte, und sie davon überzeugte, Bücher anglikanischer Theologen wie Richard Hooker anstelle jener Werke zu lesen, die von der anglikanischen Kirche abwichen.
Wenn Maria auch langsam Ergebenheit gegenüber ihrem Gatten entwickelte, verliefen ihre ersten Ehejahre doch eher unglücklich. Ihr Gemahl zeigte anfangs nur wenig Zuneigung für sie, legte sich bald Elizabeth Villiers als Geliebte zu und war oft auf Feldzügen abwesend. Maria erlitt Anfang 1678 sowie ein Jahr darauf zwei Fehlgeburten, die sie sehr mitnahmen; die Ehe blieb kinderlos. Hoopers Nachfolger Thomas Ken, der 1679–1680 in Marias Diensten stand, kritisierte Wilhelm für dessen Untreue gegenüber seiner Gemahlin. Maria verbrachte ihre Zeit u. a. mit Nähen, obwohl sie ein Augenleiden hatte, dessentwegen sie zeitweise weder lesen noch schreiben konnte. Außerdem spielte sie gern Karten, interessierte sich für Gartengestaltung und begann seltene Pflanzen zu sammeln.
Im Oktober 1678 erhielt Maria in Den Haag Besuch von ihrer Stiefmutter, mit der sie sich gut verstand, und von ihrer Schwester, sodann im Februar 1679 auch von ihrem Vater. Aufgrund des holländischen Klimas bekam sie Schüttelfrost und reiste daraufhin zur Kur nach Aachen. Ende September 1679 wurde sie von James Scott, 1. Duke of Monmouth, einem unehelichen Sohn König Karls II., und Anfang Oktober 1679 erneut von ihrem Vater, ihrer Stiefmutter und ihrer Schwester Anna besucht. Es sollte das letzte Treffen mit ihrem Vater sein, doch dürften ihre Beziehungen zu ihm bis zu seiner Thronbesteigung ungetrübt geblieben sein. Im März und April 1680 erkrankte sie schwer. Als sie im Februar 1681 mit ihrem Gemahl nach Amsterdam reiste, wurde sie dort enthusiastisch empfangen. Anfang 1685, zur Zeit des Todes Karls II., vertrieb sie sich gern die Zeit mit dem Herzog von Monmouth, mit dem sie öfters Eislaufen ging. Als nun aber ihr Vater als Jakob II. zum König von England, Schottland und Irland aufstieg, forderte er Maria höflich brieflich auf, den ihm verhassten Monmouth des Hofes zu verweisen. Dieser beanspruchte selbst den englischen Thron und unternahm eine militärische Rebellion gegen Jakob, wurde aber im Juli 1685 geschlagen und hingerichtet.
Der seit 1681 als Marias Kaplan fungierende Geistliche John Covel äußerte sich im Oktober 1685 in einem abgefangenen Brief an den von Jakob II. als Botschafter nach Den Haag entsandten Diplomaten Bevil Skelton harsch über Wilhelms eheliche Untreue, woraufhin er von diesem umgehend des Landes verwiesen und William Stanley Marias neuer Kaplan wurde. Dieser beschrieb die inzwischen etwas beleibter gewordene Prinzessin als majestätisch, tugendhaft und sehr charmant.
Der schottische Theologe, Historiker und spätere Bischof von Salisbury, Gilbert Burnet, der nach dem Tod Karls II. England verlassen hatte und 1686 der vertraute Rat des Prinzen und der Prinzessin von Oranien wurde, machte nach seiner eigenen Darstellung Maria erst darauf aufmerksam, dass im Fall ihrer Thronbesteigung in England ihr Gatte als Prinzgemahl dort keine Machtbefugnisse hätte. Burnet schlug ihr – trotz seiner gegenteiligen Beteuerung wohl im Auftrag Wilhelms – vor, dass sie ihrem Gemahl die tatsächliche Regierungsgewalt abtreten und dies gesetzlich abzusichern versuchen solle. Maria habe Wilhelm daraufhin versprochen, dass sie alles in ihrer Macht Stehende unternähme, damit er König würde. Auf Druck Jakobs II. musste Burnet 1687 den niederländischen Hof wieder verlassen, blieb aber mit Wilhelm und Maria in Kontakt.

## Verstimmung zwischen Maria und ihrem Vater
Inzwischen begann Jakob II. sich der toryistisch und anglikanisch gesinnten Gentry zu entfremden, die ihn bisher als legitimen Thronfolger und Schutzherr der anglikanischen Staatskirche gegenüber den protestantischen Nonkonformisten unterstützt hatten. Ursache war ein Eingreifen in die Selbstverwaltungsrechte der Kommunen, v. a. aber seine pro-katholische Toleranzpolitik. Im April 1687 erließ der englische König die Declaration of Indulgence, die Strafbestimmungen gegen Katholiken und andere christliche Konfessionen aufhob und größere Religionsfreiheit gewährte. Maria unterstützte offen die scharfe Ablehnung dieser Maßregel durch ihren Gatten. Über diese politischen Entwicklungen in ihrer Heimat war Maria zunehmend besorgt. Es ärgerte sie, dass ihr Vater ihre Bitte ignorierte, bei Ludwig XIV. zu intervenieren, als dieser Monarch ins Fürstentum Oranien einfiel und dorthin geflohene Hugenotten verfolgte. Maria selbst hatte die protestantischen französischen Flüchtlinge nach Kräften unterstützt. Vergeblich trat sie bei ihrem Vater auch gegen die Absetzung Bischof Henry Comptons ein.
Trotzdem versuchte Jakob II. Ende 1687 seine Tochter zum Katholizismus zu bekehren. Zu diesem Zweck legte er ihr in einem detaillierten Brief seine Gründe für seine Konversion zum katholischen Glauben dar. Seine Bemühungen blieben aber erfolglos; Maria blieb ihrer religiösen Überzeugung treu, obwohl sie u. a. die von ihrer Mutter hinterlassenen Aufzeichnungen bezüglich deren Konversion gelesen hatte. Als sie bei ihrem Vater brieflich gegen die Rückberufung der in Holland stationierten englischen Regimenter Einspruch erhob, gab der verärgerte englische Monarch seine Bekehrungsversuche seiner Tochter auf.
Im April/Mai 1688 zog Jakob II. sich den offiziellen Protest des Erzbischofs von Canterbury, William Sancroft, und von sechs weiteren Bischöfen zu. Er ließ seine Widersacher gefangen setzen, konnte aber deren Verurteilung nicht erreichen. Maria, die am 8. Juni im Schloss Honselaarsdijk von der Verhaftung der sieben Bischöfe erfahren hatte, zeigte sich über die Vorgehensweise ihres Vaters schockiert.

## Glorious Revolution
Die Lage auf den Britischen Inseln spitzte sich weiter zu, als die Königin Maria Beatrice am 10. Juni 1688 einen Sohn, James Francis Edward, gebar, der nun unmittelbarer Thronerbe war und noch dazu katholisch erzogen werden würde. Obwohl der Prinz und die Prinzessin von Oranien Jakob II. zur Geburt seines Kindes gratulierten, war Maria bald von der Wahrheit der Gerüchte überzeugt, dass das Neugeborene kein leiblicher Sohn Jakobs, sondern ein untergeschobener Säugling und damit ein illegaler Thronfolger sei, insbesondere nachdem sie genaue Auskünfte von ihrer Schwester Anna bezüglich der Schwangerschaftsumstände der englischen Königin eingeholt hatte.
Am 30. Juni 1688 übersandten führende englische Politiker dem Prinzen von Oranien als maßgeblichem protestantischen Vertreter und Ehemann Marias einen Brief, in dem sie ihn zum Eingreifen in Großbritannien aufforderten. Wilhelm erklärte sich einverstanden und begann im darauffolgenden Sommer, Truppen zu rekrutieren. Maria entschied sich, wenn auch schweren Herzens, ihrem Gatten voll und ganz zur Seite zu stehen. Für diesen Entschluss war vor allem ihre Überzeugung ausschlaggebend, dass ihr Vater sie mittels eines untergeschobenen Säuglings um den Thron habe bringen wollen und dass nur eine Militärintervention ihres Gatten den Fortbestand der anglikanischen Staatskirche in ihrem Heimatland sicherstellen würde.
In einer Deklaration vom 20. September 1688 kündigte Wilhelm seine Intervention an, attackierte aber propagandistisch geschickt nicht Jakob II., sondern präsentierte sich als Verteidiger des englischen Protestantismus; er wolle lediglich die Einberufung eines frei gewählten Parlaments erreichen, das die politische Krise meistern würde. Unterdessen verbrachte Maria, die der Gedanke an die bevorstehende gewaltsame Entthronung ihres Vaters sehr belastete, ihre Zeit meist zurückgezogen und einsam im gerade fertiggestellten Palast Het Loo. Dort meditierte sie und dankte Gott für die Verbesserung ihrer Sehschärfe, die ihr wieder das Lesen und Schreiben ermöglichte. Als im Oktober der Beginn der Militäroffensive ihres Gatten bevorstand, begab sie sich zu seiner Verabschiedung nach Den Haag, lehnte aber seinen Vorschlag ab, im Fall seiner Nichtwiederkehr eine zweite Ehe einzugehen. Gilbert Burnet, der sie ein oder zwei Tage vor der Abfahrt Wilhelms gesehen hatte, beschrieb sie als sehr ernst.
Trotz des aufgrund der Jahreszeit bestehenden großen Risikos, eine Überfahrt nach England zu wagen, ließ Wilhelm sich auf dieses Unternehmen ein, doch musste seine Flotte beim ersten, Mitte Oktober 1688 gestarteten Versuch infolge eines Sturms unter großen Verlusten umkehren. Bei günstigerem Wind gelang das zweite Invasionsunternehmen, so dass Wilhelm am 5. November mit etwa 15.000 Mann bei Torbay in Südwestengland landen konnte. Anfänglich befand er sich in einer kritischen Lage, gewann dann aber aufgrund der unschlüssigen Kriegsführung und Fehlentscheidungen seines Gegners die Oberhand. Nach einem misslungenen Fluchtversuch konnte Jakob II. am 23. Dezember nach Frankreich entkommen. Wilhelm übernahm vorläufig die Regierung und schrieb Wahlen zum Konventionsparlament aus, das die Verfassungskrise überwinden und entscheiden sollte, wer nun legitimer englischer König sei.
Der in den Niederlanden gebliebenen Maria war der Abschied von ihrem Gemahl sehr schwergefallen. Sie machte sich während seiner Militärintervention, mit der die Glorious Revolution begann, große Sorgen um ihn, lebte erneut sehr zurückgezogen, besuchte häufig Gottesdienste, verfasste Gebete und meditierte. Als sie von Wilhelms glücklicher Landung erfuhr, gab sie wieder einige Empfänge. Am 30. Dezember 1688 hörte sie von der Flucht ihres Vaters und erhielt zugleich die Aufforderung ihres Gatten, sich für die Überfahrt nach England bereitzuhalten. Bei ihr waren zu diesem Zeitpunkt der Kurfürst Friedrich III. von Brandenburg und dessen zweite Gemahlin Sophie Charlotte von Hannover zu Gast, doch blieb sie ansonsten auch noch in den nächsten Wochen ziemlich allein.
In England beschloss inzwischen das Unterhaus des Konventionsparlaments am 29. Januar 1689 die auch vom Oberhaus unterstützte und 1701 endgültig im Act of Settlement gesetzlich festgeschriebene Resolution, dass künftig kein Katholik mehr englischer König werden dürfe. Es gab aber eine Diskussion über die Frage, ob Wilhelm und Maria gleichberechtigte Monarchen werden sollten oder ob Maria allein die Thronfolge zustehe und ihrem Gatten nur die Rolle eines Prinzgemahls zukäme. Letztere Lösung bevorzugte eine vom Earl of Danby angeführte starke Gruppe von Peers und Bischöfen des Oberhauses. Wilhelm lehnte eine Stellung als bloßer Prinzgemahl entschieden ab und drohte für einen solchen Fall mit seiner Rückkehr in die Niederlande. Diese aufgrund des dann entstehenden Machtvakuums für die politische Elite unangenehme Perspektive trug zu einer Entscheidung in seinem Sinn ebenso bei wie Marias Haltung selbst, die ausrichten ließ, dass sie nur gemeinsam mit ihrem Gatten regieren wolle. So gab das Oberhaus am 6. Februar seinen Widerstand gegen eine Erhebung Wilhelms zum König auf. Maria wurde nun Königin aus eigenem Recht, sollte aber ihrem Gatten die Führung der politischen Geschäfte überlassen.
Am 1. Februar 1689 kam der Admiral und spätere Earl of Torrington, Arthur Herbert, mit einem Schiff, um Maria abzuholen. Neun Tage später segelte sie, nicht ohne einen gewissen Kummer, aus den ihr heimatlich gewordenen Niederlanden ab und kam am Nachmittag des 12. Februar in London an. Sie freute sich über das Wiedersehen mit ihrem Ehemann und ihrer Schwester Anna, war aber bei dem Gedanken an das Schicksal ihres Vaters bedrückt. Wilhelm trug ihr auf, sich möglichst fröhlich zu zeigen. Diesen Rat dürfte sie laut dem allerdings wohl übertrieben negativen Bericht ihrer einstigen Jugendfreundin Sarah Jennings (die nun Gräfin von Marlborough war) zu sehr befolgt haben; demgemäß sei sie im Palast herumgelaufen und habe in alle Zimmer und unter alle Bettdecken geschaut, was ansonsten nur bei der Ankunft in einem Gasthaus gemacht werde. Auch anderen erschien ihr Verhalten angesichts des Unglücks ihres Vaters taktlos. Lady Cavendish urteilte hingegen positiver, dass Maria sehr hübsch wirke und ihre Gestalt und Bewegungen sehr graziös seien. Am 13. Februar boten Mitglieder des Konventionsparlaments Wilhelm und Maria im Banqueting House die englische Krone an und übergaben ihnen gleichzeitig eine Declaration of Rights, welche die Rechte des Parlaments erheblich stärkte und die Souveränität des Monarchen beschnitt. Das Ehepaar stimmte beiden Anträgen zu. Der Anfang von Englands Weg zur konstitutionellen Monarchie war damit beschritten.

## Krönung

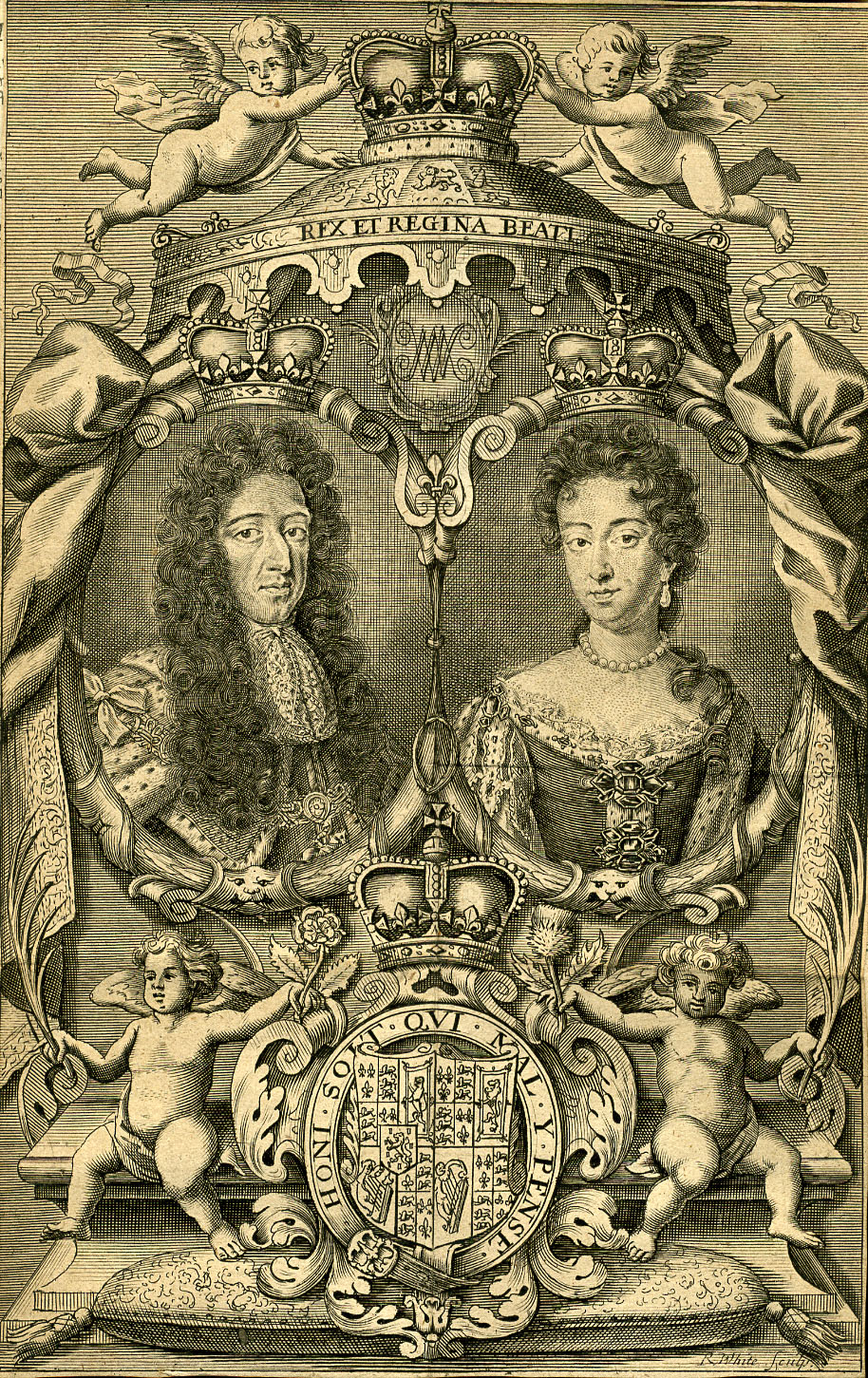
Maria II. und Wilhelm III.

Maria und Wilhelm wurden am 11. April 1689 gemeinsam in einer in Europa äußerst seltenen Doppelkrönung in der Westminster Abbey gekrönt. Der damals zehnjährige John von Collas durfte dabei ihre Schleppe tragen. Beide Herrscher empfanden das pompöse, überladene Programm dieser Zeremonie als Belastung. Am Vormittag waren sie von ihrem Palast in Whitehall zum in Westminster gelegenen Parlamentsgebäude gereist und von dort in Begleitung des Adels und hohen Klerus weiter zur Westminster Abbey gezogen. Der inzwischen zum Bischof von Salisbury beförderte Gilbert Burnet hielt eine Predigt. Beim folgenden Krönungsakt nahmen Mitglieder des Unterhauses erstmals in der englischen Geschichte einen bedeutsamen Platz in der Krönungskirche ein. Das Königspaar schwor eine neue Eidesformel, die sie zur Beachtung der vom Parlament beschlossenen Gesetze verpflichtete, womit sich dessen gestärkte Rolle zeigte. Danach setzte es sich auf zwei Stühle, erhielt die königlichen Insignien überreicht und wurde vom Bischof von London, Henry Compton, gekrönt, da der eigentlich hierfür zuständige Erzbischof von Canterbury, William Sancroft, Wilhelm nicht als legitimen Monarchen anerkannte und daher diesen Akt nicht vornahm. Am Abend fand schließlich ein Festbankett stand.
Auch das schottische Parlament erkannte Wilhelm und Maria noch am Krönungstag als Souveräne an, und beide akzeptierten die schottische Krone formell am 12. Mai 1689 im Banqueting House in Gegenwart hochrangiger schottischer Vertreter. In Irland konnten sie hingegen ihre Autorität nicht so schnell durchsetzten, da der vertriebene Jakob II. inzwischen mit französischer Unterstützung mit der Rückgewinnung seines Reichs begonnen hatte, zu diesem Zweck mit seinen Truppen am 12. März 1689 in Kinsale gelandet war und sich daraufhin bis zum Juni 1690 in großen Teilen Irlands behaupten konnte. In einem bitteren Brief hatte er seiner Tochter vorgeworfen, gegen Gottes Gebot, die Eltern zu achten, verstoßen zu haben, was die fromme Maria sehr traf.
Viel Beachtung fand eine Gedenkmedaille der Krönung, auf deren Rückseite Wilhelm III. als Jupiter abgebildet war, der einen Blitzstrahl auf den als Phaethon porträtierten und aus einer Kutsche springenden Jakob II. schleudert. Nach der Propaganda der Anhänger des entthronten Königs, der Jakobiten, sei hingegen die Kutsche von Maria als Tullia dargestellt gewesen. Letztere war eine dämonische, historisch nicht sicher nachweisbare Frauengestalt der altrömischen Königszeit, die den Sturz ihres Vaters, des Königs Servius Tullius, betrieben haben und anschließend mit ihrer Droschke über die Leiche ihres Vaters hinweggefahren sein soll. Während generell insbesondere die Whigs Maria als treue, pflichtbewusste Ehefrau darstellten, charakterisierten die Jakobiten sie bei vielen Gelegenheiten als verräterische Tochter. Maria selbst fühlte sich für den Rest ihres Lebens wegen des Schicksals ihres Vaters schuldig. Bei den meisten ihrer Untertanen war sie im Gegensatz zu ihrem Vater und ihrem Gemahl sehr beliebt.

## Englische Königin

### Anfängliche politische Zurückhaltung
Am Anfang ihrer Regierung nahm Maria ihrem Wunsch gemäß nur geringen Anteil an den politischen Geschäften. Nachdem sie elf Jahre in den Niederlanden gelebt hatte, waren ihr die aufwendigen Zeremonien und die ausgeklügelte englische Hofetikette nicht mehr vertraut. Sie hätte lieber weiterhin eine zurückgezogene Existenz geführt und fühlte sich in dem nunmehrigen lärmenden Hofleben unwohl sowie von vielen Seiten bekrittelt. Außerdem war sie über die in England herrschenden lockeren moralischen Sitten befremdet. Zu ihrer obersten Kammerfrau (groom of the stole to the queen), einem bedeutenden Hofamt, wurde die Gräfin von Derby ernannt.
Aufgrund von Wilhelms Gesundheitszustand übersiedelte der Hof bald von Whitehall in den Hampton Court Palace, wo Maria mit ihrem Gatten den Sommer 1689 verbrachte. Dorthin ließ die Königin ihre Sammlung chinesischen Porzellans bringen, und sie konnte ihrer Freizeitaktivität der Gartengestaltung nachgehen. Ab Oktober wohnte das Königspaar einige Wochen im Holland House in Kensington und ließ sich am 23. Dezember 1689 im Kensington Palace nieder, den es vom Earl of Nottingham erworben hatte.
Bei Marias Rückkehr nach England war ihr Verhältnis zu ihrer Schwester Anna noch gut gewesen, begann sich aber seit der zweiten Jahreshälfte 1689 immer mehr zu verschlechtern. Diese Entwicklung setzte damit ein, dass Anna ihr eigenes finanzielles Einkommen haben wollte und durch Absprachen mit verschiedenen Abgeordneten des Parlaments erreichte, dass dieses ihr im Dezember 1689 eine jährliche Geldzahlung von 50.000 Pfund zugestand, worüber Maria verärgert war. Im gleichen Monat wurde auch die Bill of Rights verabschiedet, die viele Bestimmungen der Declaration of Right bestätigte, etwa die Machtbeschränkungen des Königs sowie die Thronfolgeregelung, laut der nach dem Tod Marias oder Wilhelms jeweils der überlebende Ehepartner weiterregieren sollte; bekämen sie noch Kinder, so wären diese die Nächsten in der Thronfolge, woraufhin Marias Schwester Anna und deren Kinder folgen würden; als Letzte wären schließlich Wilhelms Kinder aus einer möglichen weiteren Ehe erbberechtigt.
Da die Herrschaft des Königspaars nicht friedlich verlief und Wilhelm daher häufig auswärtige Kriegszüge führte, musste sich Maria seit 1690 politisch mehr engagieren. Zwar war im Verlauf des Jahres 1689 eine Rebellion in Schottland unterdrückt worden, doch befand sich Irland nach wie vor nicht in Wilhelms Hand. Als er sich im Juni 1690 daran machte, nach Irland überzusetzen, um dort persönlich den Krieg gegen seinen Schwiegervater Jakob II. zu leiten, wollte er offenbar seiner Gattin zuerst nicht die Regierungsverantwortung während seiner Absenz abtreten, stimmte dann aber doch dem vom Parlament verabschiedeten Regency Act zu, laut dem Maria stets während Wilhelms Abwesenheit die Herrschaft zu übernehmen hatte.

### Erste Regentschaft 1690
Das erste Mal übte Maria von Juni bis September 1690 allein die Regierungsgeschäfte in England aus, während ihr Gatte in Irland kämpfte. Sie versuchte ihrer neuen Verpflichtung ganz zu Wilhelms Zufriedenheit nachzukommen, war allerdings nie für eine solche Aufgabe geschult worden. Wichtige Angelegenheiten, die keiner sofortigen Erledigung bedurften, leitete sie zur Entscheidung an ihren Gemahl weiter. Dieser hatte ihr zur Unterstützung einen nach seiner Ansicht vertrauenswürdigen Kronrat zur Seite gestellt, der aus neun bedeutenden Politikern, fünf Tories und vier Whigs, bestand. Die Monarchin würdigte aber keinen von ihnen einer besonderen Wertschätzung. Die Zugehörigkeit ihrer Ratgeber zu verschiedenen Parteien trug außerdem zu deren häufiger Uneinigkeit bei.
Marias neun Berater wiederum glaubten anfangs, dass sie aufgrund von Marias politischer Unerfahrenheit während Wilhelms Abwesenheit leichter ihre eigenen Interessen verfolgen könnten. Sie unterschätzten die Königin, der es gelang, recht umsichtig und kompetent zu regieren. So meinte etwa der Tory Thomas Osborne, Marquess of Carmathen und Earl of Danby, dass ihm aufgrund seiner Stellung als Vorsitzender des Kronrats der größte Einfluss zustehe, und er versuchte Maria in diesem Sinne für sich zu vereinnahmen. Die Königin wandte sich aber zum Ausgleich verstärkt einem anderen Mitglied des Kronrats, Edward Russell, 1. Earl of Orford, zu, der zur gegnerischen Partei der Whigs gehörte. Ende Juni 1690 ließ sie mehrere jakobitischer Umtriebe verdächtige Personen verhaften, darunter auch ihren Onkel mütterlicherseits, Henry Hyde, 2. Earl of Clarendon, der daraufhin knapp zwei Monate im Tower of London zubringen musste.
Die Niederlage des englischen Admirals Arthur Herbert, 1. Earl of Torrington, in der Seeschlacht von Beachy Head (30. Junijul. / 10. Juli 1690greg.) gegen die von Tourville befehligte französische Flotte löste in England eine Krise aus, deren Bewältigung sich Maria jedoch durchaus gewachsen zeigte. Torrington hatte zuerst die Auseinandersetzung mit der überlegenen feindlichen Flotte gescheut, aber schließlich auf Befehl Marias – die dabei einer Mehrheitsmeinung ihres Kronrats gefolgt war – die Schlacht annehmen müssen. Für die folgende Niederlage wurde Torrington verantwortlich gemacht; er habe inkompetent kommandiert oder sei sogar verräterisch vorgegangen. Die Königin ließ ihn im Tower einsperren; er wurde aber freigesprochen. Gegen Widerstand aus der Admiralität konnte Maria mit Unterstützung des Kronrats die Ernennung von Richard Haddock, Sir John Ashby und Sir Henry Killigrew als Nachfolger Torringtons durchsetzen. Als die Nachrichten von Wilhelms entscheidendem Sieg über Jakob II. am Fluss Boyne (1. Julijul. / 11. Juli 1690greg.) sechs Tage nach diesem Kampf Maria erreichten, war diese sehr erfreut, da nun eine Invasion Englands wieder unwahrscheinlich erschien und außerdem sowohl ihr Gatte als auch ihr Vater die Schlacht unverletzt überlebt hatten.
Nachdem der König im August 1690 Limerick vergeblich belagert hatte, kehrte er am 10. September nach Hampton Court Palace zurück. Maria war erleichtert, dass sie ihm nun wieder die Führung der Regierung übergeben konnte und dass sie nach seiner Meinung ihren ersten Ausflug in die Politik gut gemeistert hatte. Beide Parlamentskammern dankten ihr im Oktober für ihre kluge Lenkung des Landes.

### Regentschaft 1691

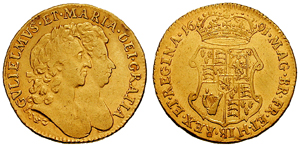
Maria II. und Wilhelm III. auf einer Münze von 1691

Bei Wilhelms Aufbruch in die Niederlande im Januar 1691 übernahm Maria wieder, von ihrem Kronrat unterstützt, die Herrschaft in England. Sie regierte diesmal ein dreiviertel Jahr lang, da der König – abgesehen von einem flüchtigen Englandaufenthalt in der zweiten Aprilhälfte – erst im Oktober zurückkehrte. Meist stand sie sehr früh, etwa um sechs Uhr morgens, auf und zeigte ihre Religiosität durch regelmäßige Kirchenbesuche.
Im Januar 1691 wurde eine Verschwörung der Jakobiten aufgedeckt, in die u. a. Lord Preston verwickelt war, dem dafür die Todesstrafe drohte; er konnte aber durch ein umfassendes Geständnis im Juni seine Freilassung erreichen. Die Königin war mit der Angelegenheit nur am Rande befasst, da sich Wilhelm bei seiner kurzen Rückkehr selbst darum kümmerte. Am 6. Februarjul. / 16. Februar 1691greg. richtete sie anlässlich des 26. Geburtstags ihrer Schwester Anna einen Hofball aus. Zwei Monate später, in der Nacht vor der kurzen Heimkehr ihres Gatten, entkam sie nur knapp einem verheerenden Brand im Palace of Whitehall.
Wilhelm ließ seiner Gemahlin größtenteils freie Hand bei der Ernennung hoher geistlicher Würdenträger. So war es etwa notwendig, Nachfolger für jene Bischöfe zu finden, die aufgrund ihrer Eidverweigerung auf das neue Königspaar abgesetzt worden waren (Non-Jurors). Der prominenteste Vertreter, den dies betraf, war der Erzbischof von Canterbury, William Sancroft, der durch den widerstrebenden John Tillotson ersetzt wurde. Der Bischof von London, Henry Compton, war sehr enttäuscht, dass er nicht dieses höchste anglikanische Kirchenamt erhalten hatte. Tillotson wurde nun der Hauptberater der Königin bei kirchlichen Beförderungen. Maria erhob ferner zum Missfallen ihres Gatten ihren ehemaligen Kaplan George Hooper zum Dechanten von Canterbury.
Die Königin vermutete am Hof viele Feinde und den Earl of Marlborough als Drahtzieher der Intrigen. Sie zog im Juni 1691 nach Whitehall um, wo sie sich sicherer fühlte. Der Geldmangel zur weiteren Kriegsführung und ihre manchmal notwendige Zustimmung zu Todesurteilen belasteten sie. Nach der Rückkehr ihres Gatten im Oktober siedelte der Hof wieder nach Kensington über.

### Bruch zwischen Maria und Anna
Im Laufe des Jahres 1691 kühlten sich Marias Beziehungen zu ihrer Schwester Anna weiter ab. Bereits 1690 hatte Wilhelm die militärischen Leistungen von Annas Ehemann, Prinz Georg von Dänemark, während des Irlandfeldzuges nicht gewürdigt, und Letzterer durfte außerdem auf Befehl der Königin – die dabei einer Anweisung ihres Gatten folgte – im Mai 1691 keinen Dienst in der Marine antreten, was zu einem heftigen Streit zwischen Maria und Anna führte.
Die Spannungen verschärften sich weiter, als Wilhelm im Januar 1692 den Earl of Marlborough, Annas Günstling, wegen des Verdachts, mit dem entthronten Jakob II. in verschwörerischem Kontakt zu stehen, seiner Ämter enthob und mit seiner Gattin vom Hof verbannte. Als Anna dennoch drei Wochen später mit ihrer Favoritin Sarah Churchill, der Ehefrau Marlboroughs, demonstrativ bei Hof auftauchte, forderte Maria deren Entlassung aus Annas Diensten. Dies lehnte Anna rundweg ab und musste daraufhin mit ihrem Gemahl von ihrem Wohntrakt im Whitehall-Palast, Cockpit-in-Court, in das Syon House umziehen. Während einer weiteren langen Abwesenheit Wilhelms auf auswärtigen Feldzügen (5. März bis 18. Oktober 1692) litt die in dieser Zeit wieder die Regierung führende Königin im April in Whitehall an einer schweren Krankheit. Nach ihrer Genesung besuchte sie Anna, die kurz zuvor (17. April 1692) einen sofort nach der Geburt verstorbenen Sohn Georg zu Welt gebracht hatte. Weil Anna sich aber weiterhin weigerte, ihre beste Freundin Sarah Churchill zu entlassen, war der Bruch zwischen den Schwestern nun endgültig; es fand zwischen ihnen keine weitere Begegnung mehr statt. Maria bedauerte diese Entwicklung zutiefst.

### Letzte Regierungsjahre
Als Maria 1692 wieder die für sie sehr belastende Regentschaft für ihren abwesenden Ehemann führte, dürfte sie mehr Entscheidungen als im Vorjahr erst nach Rücksprache mit Wilhelm getroffen haben. Möglicherweise war er mit einigen ihrer früheren Beschlüsse nicht zufrieden gewesen. Ende April drohte eine französische Invasion Englands. Ein Betrüger namens Robert Young gab außerdem zu dieser Zeit an, dass angeblich ein Komplott zur Rückführung Jakobs II. auf den englischen Thron im Gange sei. Darin wäre u. a. auch der Earl of Marlborough verwickelt, der deshalb im Mai und Juni auf Marias Befehl bis zur Aufdeckung des Schwindels fünf Wochen im Tower verbringen musste. Viele Offiziere fürchteten aber nach der Verhaftung Marlboroughs, dass eine Säuberungswelle bevorstehe. Gerüchteweise plante eine Reihe von Seeoffizieren, mit ihren Mannschaften auf die Seite von Marias Vater zu wechseln. Die Königin schrieb daraufhin einen eindringlichen Brief an den Admiral Edward Russell, in dem sie ihr Vertrauen in die Pflichttreue der Seestreitkräfte betonte. Dies bewirkte eine Loyalitätsbekundung von 64 Marineoffizieren. In der Schlacht bei La Hogue (25. Maijul. / 4. Juni 1692greg.) konnte die vereinigte englisch-niederländische Flotte sodann einen entscheidenden Seesieg über das von Tourville befehligte französische Geschwader erringen, woraufhin Frankreich die Invasionspläne Englands aufgeben musste. Maria machte den siegreichen Marinemannschaften ein bedeutendes Geldgeschenk und kündigte den Bau eines Spitals für verletzte Seeleute in Greenwich an. Ihre Beziehung zu ihrem Vater verschlechterte sich hingegen weiter, als dessen Beteiligung an einem Mordkomplott gegen Wilhelm entdeckt wurde.
Die Königin, welche die Glorious Revolution und den damit verbundenen Sturz ihres Vaters sowie ihre eigene Machtübernahme als Teil einer gottgewollten Vorsehung betrachtete, um die anglikanische Kirche zu retten, hielt eine moralische Hebung der Umgangsformen ihrer Landsleute für notwendig. Falls dies nicht geschehe, davon war sie überzeugt, würde sich die Nation den Zorn Gottes zuziehen. So versuchte sie, selbst ein Vorbild gelebter Frömmigkeit abzugeben. Sie erteilte 1692 allen englischen Magistraten den Befehl, die Gesetze gegen lasterhaftes und sittenloses Benehmen schonungslos durchzusetzen. Insbesondere lag ihr daran, gegen alle Verhaltensregeln einzuschreiten, die ihrer Ansicht nach den Tag des Herrn (Sonntag) entweihten. Dieser Maßnahme Marias stimmte ihr Gemahl zu, als er sich im Winter 1692/93 wieder in England aufhielt und ungewöhnlich freundlich ihr gegenüber benahm. Hingegen war die innenpolitische Lage für Maria im Verlauf des Jahres 1693, in dem sie vom 24. März bis 29. Oktober die Regierung für den abwesenden Wilhelm führte, sehr schwierig. Ihr Kronrat war äußerst zerstritten, das Parlament ließ sich wenig sagen, und ihr Gatte hatte nach seiner Heimkehr für ihre Regierungsarbeit kein Lob übrig. Dies lag vor allem daran, dass Maria den Tories und Wilhelm nun eher den Whigs zuneigte. Mit dem Ende des Jahres 1693 brechen ihre Memoiren plötzlich ab.
Obwohl Maria im Frühling 1694 erst 32 Jahre alt war, litt sie nach ihren Angaben bereits zunehmend an Müdigkeit und Altersbeschwerden. Als Wilhelm sich in diesem Jahr wieder auf auswärtigen Kriegszügen befand, übte sie vom 6. Mai bis 9. November zum letzten Mal die Regentschaft, allerdings weniger intensiv als früher, aus. Sie war sehr bekümmert über den Tod des Erzbischofs von Canterbury, John Tillotson (22. November 1694). Entgegen ihrem Wunsch, den Bischof von Worcester, Edward Stillingfleet, zu seinem Nachfolger zu bestimmen, ernannte der König den Bischof von Lincoln, Thomas Tenison, zum neuen Oberhaupt der Kirche von England.

## Tod
Seit Mitte November 1694 fühlte sich Maria unwohl. Erste gravierende Krankheitssymptome traten am 19. Dezember auf, von denen sie sich aber kurzzeitig erholte. Sie brachte ihre Papiere in Ordnung und schrieb ihrem Gemahl einen Abschiedsbrief, in dem sie ihm seine eheliche Untreue vorwarf; nach ihrem Tod sollte Erzbischof Tenison dieses Schreiben ihrem Gatten überreichen. Am 23. Dezember folgte ein erneuter Krankheitsschub. Der Arzt John Radcliffe glaubte zunächst, dass sie Masern habe. Am Abend des Weihnachtstags wurde aber ein virulenter Anfall von Pocken diagnostiziert. Gottergeben nahm sie zwei Tage später die ihr von Tenison übermittelte Nachricht ihres kurz bevorstehenden Todes auf. Wilhelm war tief bestürzt und traurig; er nächtigte auf einem Notbett in Marias Zimmer. Auch Anna wollte ihre todkranke Schwester noch einmal sehen, doch aufgrund der Ansteckungsgefahr lehnte der König ihren Wunsch ab. Nachdem Maria am 27. Dezember die Sterbesakramente erhalten hatte, verschied sie am 28. Dezember 1694 gegen ein Uhr nachts im Kensington-Palast. Sie hinterließ keine Nachkommen.
Der bekümmerte und schwermütige Wilhelm beendete seine langjährige Beziehung zu Elisabeth Villiers und ging keine neue Ehe mehr ein. Er übergab die Edelsteine seiner verstorbenen Gattin an deren Schwester Anna. Während die Jakobiten Marias frühen Tod in Pamphleten als göttliche Strafe für ihren Ungehorsam gegen ihren Vater (Brechen des vierten Gebots) erklärten, behaupteten ihre Anhänger, dass ihr frühes Ableben auf das sündige Leben der englischen Nation zurückzuführen sei.
Die von ihrem Volk geliebte und betrauerte Königin wurde noch an ihrem Todestag einbalsamiert und vom 21. Februar bis 5. März 1695 im Banqueting House in Whitehall öffentlich aufgebahrt. Schließlich fand am 5. März ihre mit viel Pomp begangene Beisetzung in der Kapelle Heinrichs VII. in der Westminster Abbey statt, wo Erzbischof Tenison die Begräbnispredigt hielt. Henry Purcell hatte für diesen Anlass die Music for the Funeral of Queen Mary komponiert. Ungewöhnlicherweise waren bei diesem Ereignis  Mitglieder beider Häuser des Parlaments anwesend, während dieses ansonsten nach dem Tod eines Monarchen aufgelöst wurde. In Holland wurden ebenfalls Trauerfeierlichkeiten abgehalten. Jakob II. hingegen verbot, an seinem Exilhof in Frankreich Andachten an seine Tochter zu veranstalten.